# Aki Schmidt
Alfred "Aki" Schmidt (5. september 1935 i Dortmund, Tyskland – 11. november 2016 i Dortmund, Tyskland) var en tysk fodboldspiller (midtbane) og -træner.
Han spillede mellem 1956 og 1968 hos Bundesliga-klubben Borussia Dortmund. Han vandt med klubben DFB-Pokalen i 1965 og Pokalvindernes Europa Cup i 1966.
Schmidt nåede desuden at spille 25 kampe og score otte mål for Vesttysklands landshold. Han blev udtaget til VM i 1958 i Sverige, hvor han spillede to af tyskernes seks kampe i turneringen.
Efter sit karrierestop var Schmidt også træner. Han stod blandt andet i spidsen for Jahn Regensburg og Kickers Offenbach.

## Titler
DFB-Pokal
- 1965 med Borussia Dortmund

Pokalvindernes Europa Cup
- 1966 med Borussia Dortmund